# Kurundvad
Kurundvad là một thành phố và là nơi đặt hội đồng đô thị (municipal council) của quận Kolhapur thuộc bang Maharashtra, Ấn Độ.

## Nhân khẩu
Theo điều tra dân số năm 2001 của Ấn Độ, Kurundvad có dân số 21.325 người. Phái nam chiếm 51% tổng số dân và phái nữ chiếm 49%. Kurundvad có tỷ lệ 75% biết đọc biết viết, cao hơn tỷ lệ trung bình toàn quốc là 59,5%: tỷ lệ cho phái nam là 82%, và tỷ lệ cho phái nữ là 68%. Tại Kurundvad, 12% dân số nhỏ hơn 6 tuổi.